# Brocante des Quais de Charleroi
La Brocante des Quais est un événement annuel se déroulant à Charleroi durant le week-end du solstice d'été. C'est une brocante de 24 heures présente sur les quais de la Sambre et dans les rues et places avoisinantes.

## Histoire
La brocante des Quais a été créé en 1989 par l’hebdomadaire toutes boîtes gratuit « Belgique Numéro 1 » qui a proposé le concept d'une brocante de 24 heures.

Installé sur quatre kilomètres en bord de Sambre, sur la place Buisset, l'esplanade de la gare et s'étendant jusqu'au passage de la Bourse et au boulevard Joseph Tirou, l'événement a connu de belles heures avec des pics de fréquentations de plus de 150 000 visiteurs et 500 brocanteurs, professionnels et particuliers. Des artistes de rues animaient la brocante et un feu d'artifice fut tiré vers minuit. Des navettes de bus assuraient toute la nuit la liaison entre le parking du Palais des expositions à la Ville-haute et la Ville-basse.
Les travaux du métro et le réaménagement des quais de Brabant et de Flandre provoquent le déménagement de l'événement qui prend alors le nom de « brocante de la Saint-Jean ». L'organisation en était dès lors assumé par la ville de Charleroi. D'abord installé boulevard Audent, lieu qui ne donna pas satisfaction, le brocante se déroula en 2012 et 2013 sur le boulevard Joseph Tirou.
En 2014, la brocante est de retour sur les bords de la Sambre.
En 2015, cet événement est repris dans la liste des Big Five, cinq temps forts festifs du centre ville de Charleroi.

Brocante des Quais en 2016
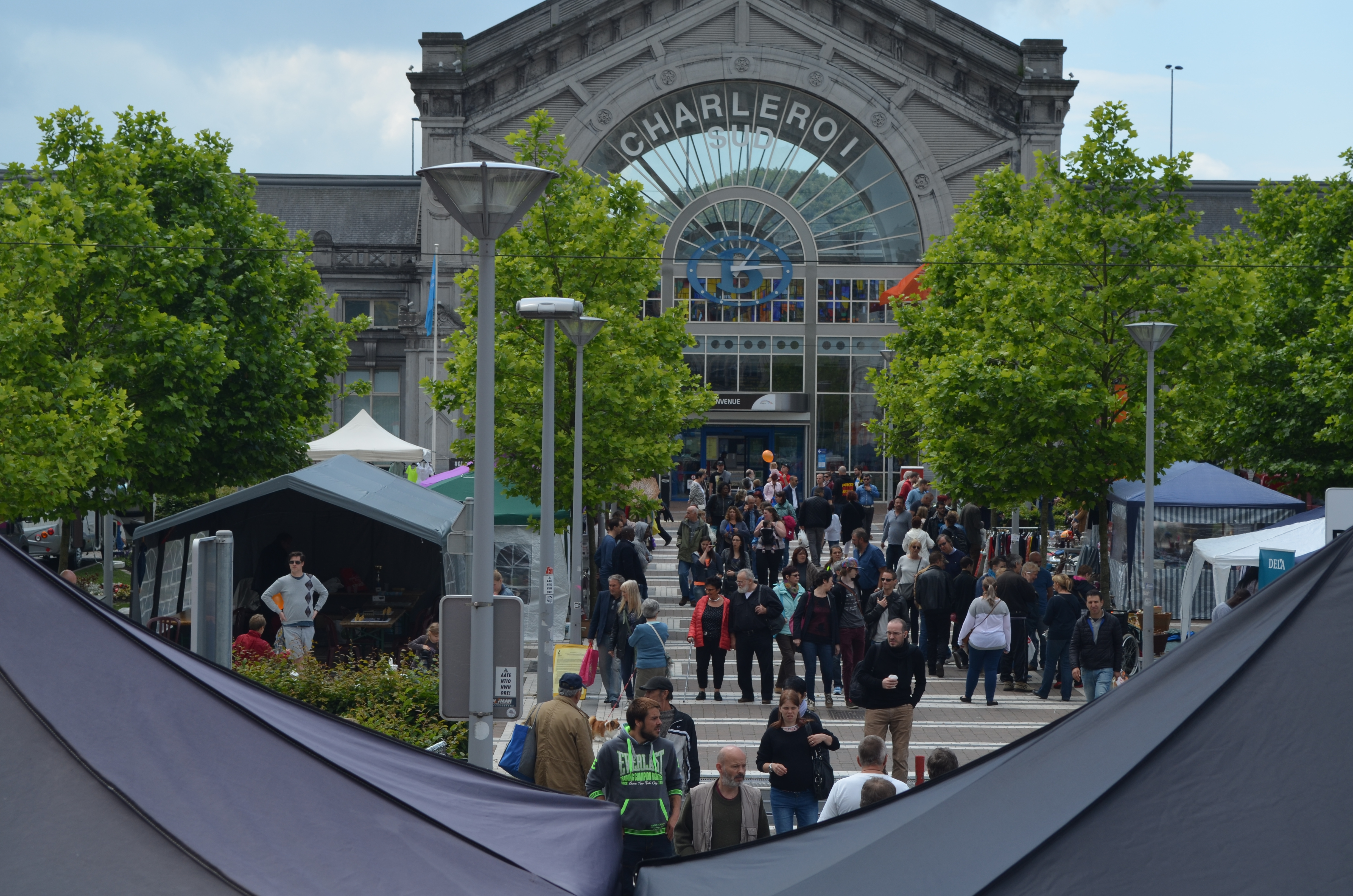
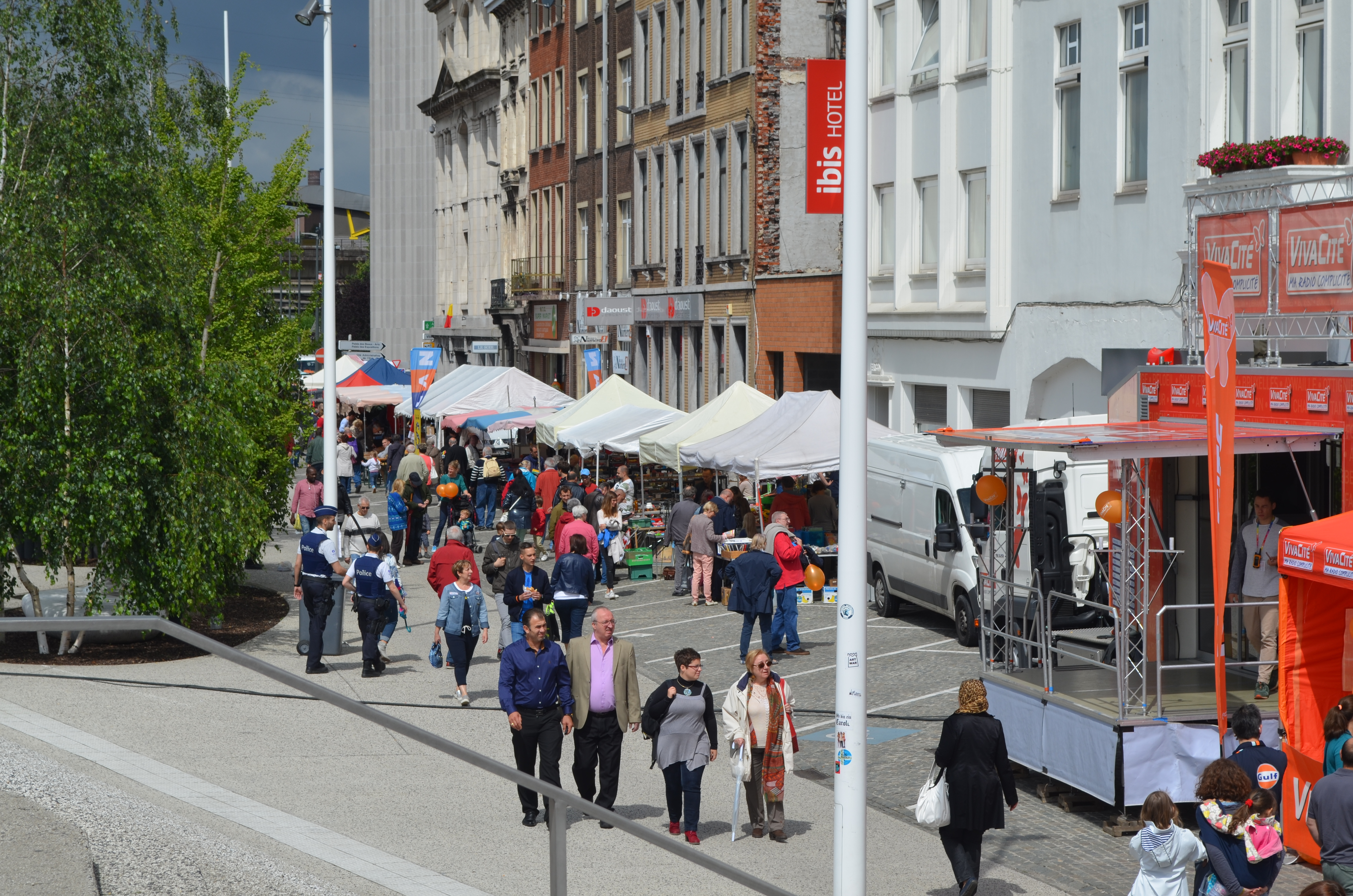
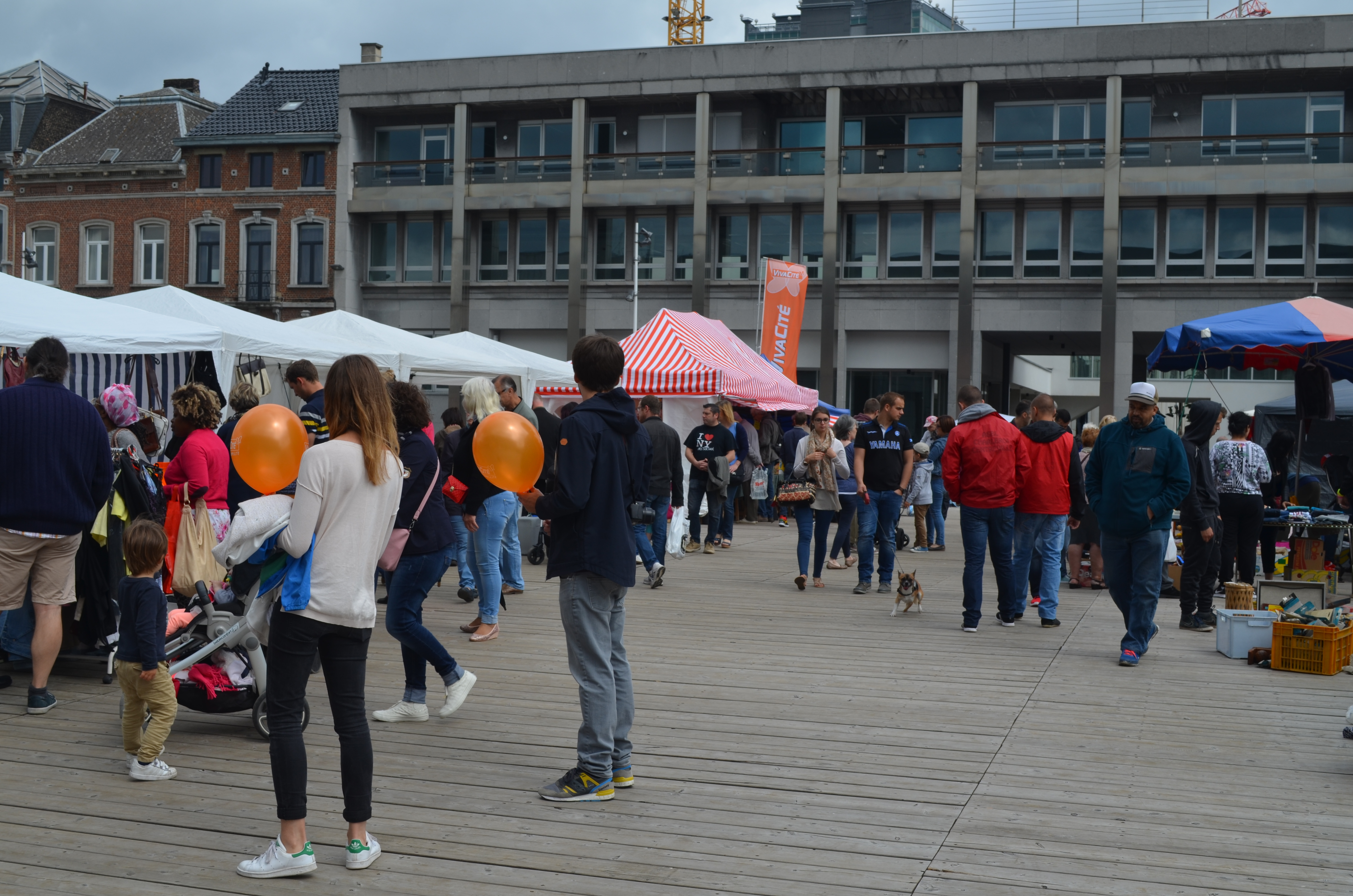
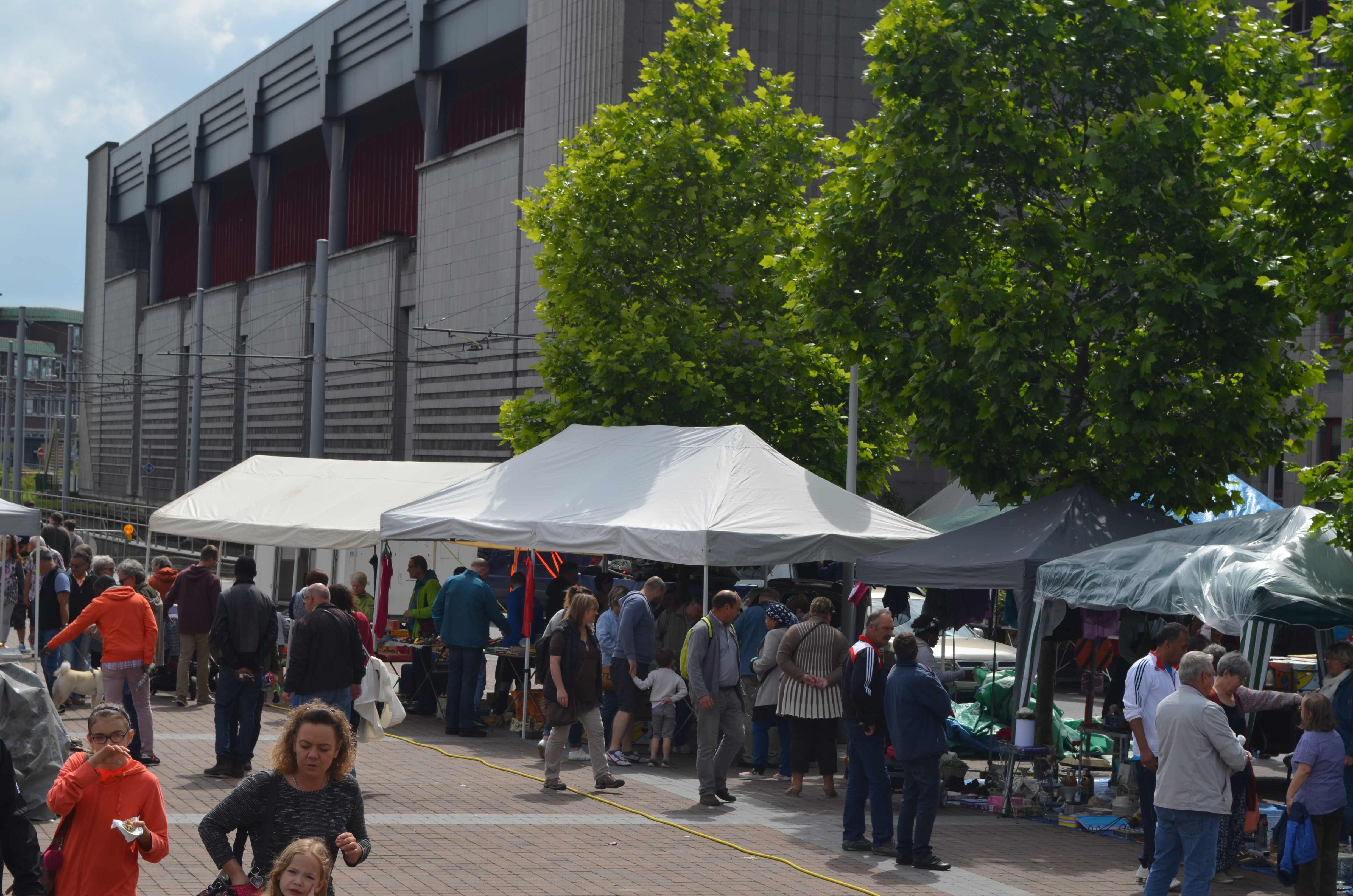
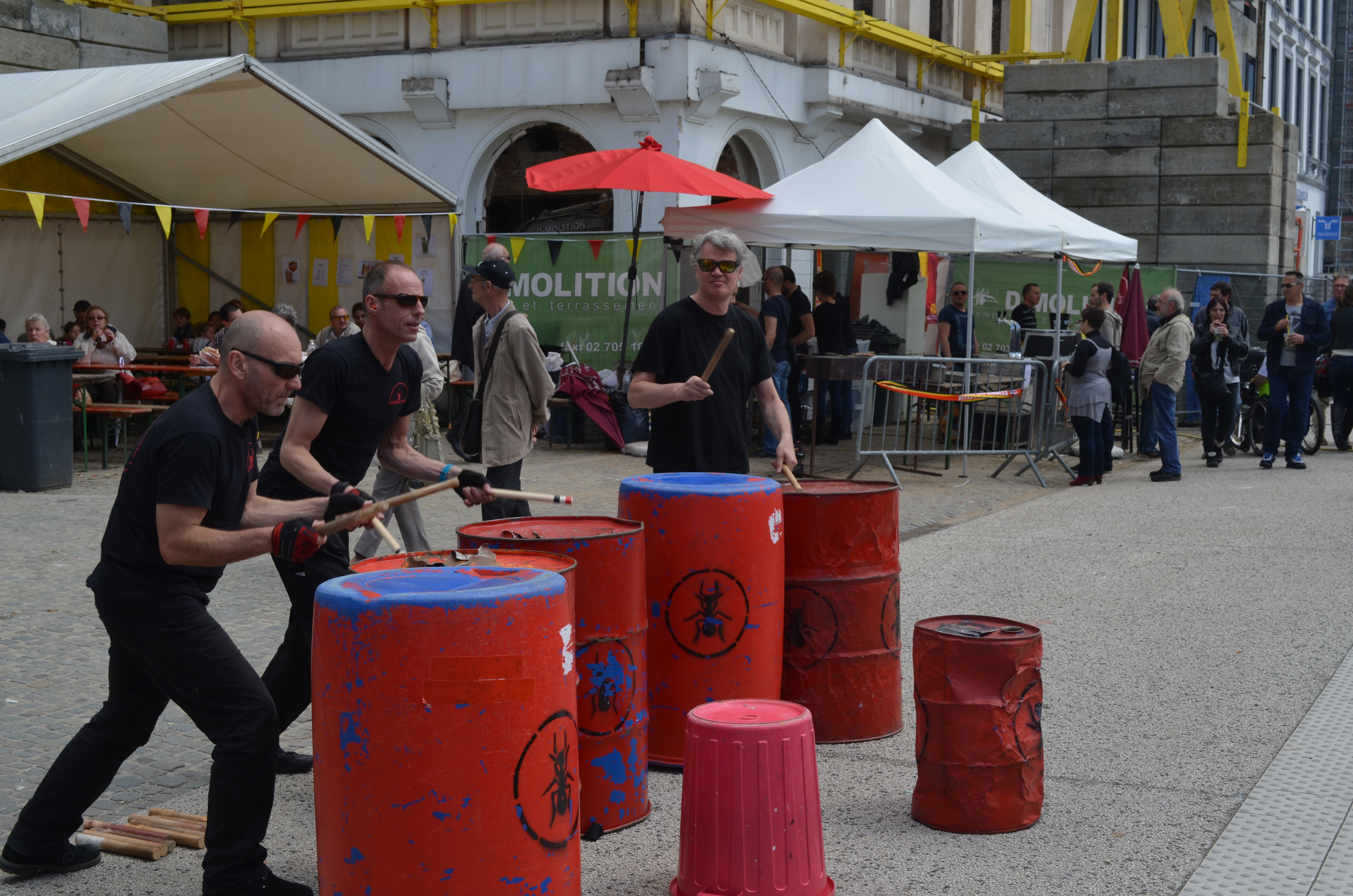